# The Thundermans
The Thundermans (Los Thunderman en España) es una serie de televisión de superhéroes en formato sitcom transmitida por Nickelodeon que salió al aire el 14 de octubre de 2013 como un previsto y oficialmente fue estrenada el 2 de noviembre de 2013. La serie fue creada por Jed Spingarn. Nickelodeon ordenó 13 episodios para una temporada del show.
El show gira en torno a una familia suburbana con superpoderes, y los gemelos adolescentes, uno de los cuales tiene un carácter alegre, mientras que el otro es un super villano. Fue protagonizada por Chris Tallman y Rosa Blasi como los padres, Kira Kosarin, Jack Griffo, Addison Riecke, Diego Velázquez y Maya Le Clark como los hijos. El 20 de diciembre de 2013, Nickelodeon renueva a The Thundermans para una segunda temporada, que incluye 25 episodios. Esta temporada tuvo una excelente aceptación del público que día con día fue creciendo al punto de llevar a Nickelodeon a renovar el show para una tercera temporada el 25 de marzo de 2015.
Nickelodeon estrenó la tercera temporada de The Thundermans el 27 de junio de 2015, y fue finalizada el 10 de octubre de 2016, revelando el secreto de la familia y cambiando toda la historia del show.
The Thundermans fue renovado para una cuarta temporada de un total de 32 episodios, el 2 de marzo de 2016.
El show fue ganador como Show de TV Favorito en la edición número 29 de los Kids' Choice Awards, el 12 de marzo de 2016, siendo este programa, la primera serie que no es creada por Dan Schneider en ganar en esta categoría. También, fue la primera nominación del show en este evento.
La cuarta temporada de la serie inició oficialmente el 19 de noviembre de 2016 con un especial de una hora. Al principio, dicha temporada fue confirmada para 26 episodios, pero el 16 de mayo de 2017, Nickelodeon ordenó 6 episodios adicionales[cita requerida], dejándola con un total de 32 episodios y 104 episodios en total. 
El 28 de julio de 2017, Nickelodeon confirmó que la serie fue oficialmente terminada. La serie finalizó el 25 de mayo de 2018.

## Sinopsis
Phoebe y Max Thunderman  son un par de hermanos gemelos, pero con diferentes personalidades. Phoebe se centra más en hacer el bien, pero al contrario, Max se centra en ser el villano más poderoso del mundo. Por otro lado, ellos tienen a tres hermanos más, Nora, Billy y Chloe Thunderman, y sus padres ya retirados Hank y Barb Thunderman. Esta familia, después del retiro y luego de decidir que vivirán una vida normal, decidieron mudarse a Hiddenville. Phoebe y Max estudian en Hiddenville High, en donde también estudia Cherry , que es la mejor amiga de Phoebe, que fue la primera non supe, o sea, una persona sin poderes, en descubrir el secreto de la familia. Max usa como mascota a un súper villano que su padre venció en su era de superhéroe y que luego convirtieron en conejo, llamado Dr. Colosso . Juntos, viven diferentes y grandiosas aventuras, pero ellos deben de tener cuidado en mantener su secreto a salvo, ya que la liga de superhéroes les tiene prohibido, revelar el secreto porque sus poderes podrían estar en peligro. Luego de que el secreto fuera revelado gracias al máximo villano de la ciudad, la familia se volverá famosa, y gracias a eso tendrán que lidiar con todos sus fanes, pero no descuidarse de su trabajo como héroes, si no quieren que su vida sea como antes.

## Reparto
| Actor                   | Personaje               | Temporadas | Temporadas | Temporadas | Temporadas |
| Actor                   | Personaje               | 1          | 2          | 3          | 4          |
| ----------------------- | ----------------------- | ---------- | ---------- | ---------- | ---------- |
| Kira Kosarin            | Phoebe Thunderman       | Principal  | Principal  | Principal  | Principal  |
| Jack Griffo             | Max Thunderman          | Principal  | Principal  | Principal  | Principal  |
| Addison Riecke          | Nora Thunderman         | Principal  | Principal  | Principal  | Principal  |
| Diego Velázquez         | Billy Thunderman        | Principal  | Principal  | Principal  | Principal  |
| Rosa Blasi              | Barb Thunderman         | Principal  | Principal  | Principal  | Principal  |
| Chris Tallman           | Hank Thunderman         | Principal  | Principal  | Principal  | Principal  |
| Maya Le Clark           | Chloe Thunderman        |            |            | Recurrente | Principal  |
| Personajes recurrentees |                         |            |            |            |            |
| Dana Snyder             | Dr. Colosso             | Principal  | Principal  | Principal  | Principal  |
| Audrey Whitby           | Cherry                  | Recurrente | Recurrente | Recurrente | Recurrente |
| Jeff Meacham            | Director Bradford       | Recurrente | Recurrente | Recurrente | Recurrente |
| Helen Hong              | Sra. Wong               | Recurrente | Recurrente | Recurrente | Recurrente |
| Elijah Nelson           | Evan                    | Recurrente | Invitado   | Invitado   |            |
| Teala Dunn              | Kelsey                  | Invitada   | Recurrente | Invitada   |            |
| Jake Borelli            | Wolfgang                | Invitado   | Invitado   | Recurrente | Recurrente |
| Harvey Guillen          | Masilla                 | Invitado   | Invitado   | Invitado   | Recurrente |
| Keely Marshall          | Sara                    | Recurrente | Invitada   |            | Invitada   |
| Tanner Stine            | Oyster                  |            | Recurrente | Recurrente | Recurrente |
| Daniele Gaither         | Presidenta Molamogollón |            | Recurrente | Recurrente | Recurrente |
| Gabrielle Elyse         | Maddy                   |            | Invitada   | Recurrente | Invitada   |
| Ryan Newman (actriz)    | Allison                 |            |            | Recurrente | Invitada   |

| Actor/actriz         | Personaje               | Temporadas | Temporadas | Temporadas | Temporadas | Total |
| Actor/actriz         | Personaje               | 1          | 2          | 3          | 4          | Total |
| -------------------- | ----------------------- | ---------- | ---------- | ---------- | ---------- | ----- |
| Audrey Whitby        | Cherry Seinfeld         | 10         | 8          | 12         | 13         | 43    |
| Jeff Meacham         | Director Bradford       | 3          | 4          | 5          | 7          | 19    |
| Jake Borelli         | Wolfgang                | 1          | 1          | 6          | 3          | 11    |
| Helen Hong           | Sra. Wong               | 3          | 4          | 5          | 10         | 22    |
| Gabrielle Elyse      | Maddy                   | -          | 2          | 3          | 1          | 6     |
| Keely Marshall       | Sara                    | 3          | 2          | -          | 1          | 6     |
| Elijah Nelson        | Evan                    | 3          | 1          | 2          | -          | 6     |
| Harvey Guillen       | Primo Blobbin (Masilla) | 2          | 1          | 2          | 3          | 8     |
| Daniele Gaither      | Presidenta Molamogollón | -          | 3          | 9          | 6          | 18    |
| Tanner Stine         | Oyster                  | -          | 7          | 10         | 4          | 21    |
| Ryan Newman (actriz) | Allison                 | -          | -          | 7          | 2          | 9     |

## Episodios

### Episodios especiales
| Episodio                       | Tipo                                                    | Estreno en Estados Unidos | Audiencia |
| ------------------------------ | ------------------------------------------------------- | ------------------------- | --------- |
| "The Haunted Thundermans"      | Especial de 1 hora, crossover con The Haunted Hathaways | 18 de octubre de 2014     | 2.5       |
| "A Hero is Born"               | Especial de 1 hora y final de temporada                 | 28 de marzo de 2015       | 2.18      |
| "Phoebe vs Max: The Sequel"    | Especial de 30 minutos                                  | 27 de junio de 2015       | 2.42      |
| "Danger & Thunder"             | Especial de 1 hora, crossover con Henry Danger          | 18 de junio de 2016       | 2.24      |
| "Thundermans: Secret Revealed" | Especial de 1 hora y final de temporada                 | 10 de octubre de 2016     | 2.43      |
| "Thundermans: ¡Desterrados!"   | Especial de 1 hora y estreno de temporada               | 19 de noviembre de 2016   | 2.37      |
| "Thunder in Paradise"          | Especial de 90 minutos                                  | 24 de junio de 2017       | 2.28      |
| "The Thunder Games"            | Especial de 1 hora y final de temporada                 |                           |           |

### Danger & Thunder
Nickelodeon confirmó un episodio especial crossover entre sus dos series número uno en la actualidad, Henry Danger y The Thundermans el 12 de noviembre de 2015, y fue grabado a principios de 2016. Este episodio fue tomado como un especial de una hora, pero solo de Henry Danger y fue estrenado el 18 de junio de 2016. Este especial atrajo a un total de 2.24 millones de espectadores.
"Danger & Thunder: Hardcore Encore" fue un especial estrenado el 5 de septiembre de 2016 por Nickelodeon, con bloopers, todo lo que no se vio del show y cómo se sintieron los personajes al haber estado unidos. El especial obtuvo un total de 1.66 millones de espectadores.

### Super Secret Saga
Este es un especial que Nickelodeon emitió el 11 de diciembre de 2016. En este especial, el canal emitió los dos episodios de The Thundermans en los cuales se contaban como se habría descubierto el secreto y cómo esta familia se había convertido en famosa. "Thundermans: Secret Revealed" y "Thundermans: Banished!" fueron incluidos en este especial, que se estrenaron en octubre y en noviembre de 2016 respectivamente.

## The Thundermans Return (película)
El 2 de marzo de 2023, se anunció que Nickelodeon dio luz verde a una película titulada The Thundermans Return, protagonizada por los miembros del reparto Kira Kosarin, Jack Griffo, Addison Riecke, Diego Velázquez, Maya Le Clark, Chris Tallman y Rosa Blasi. El rodaje comenzó en Los Ángeles en abril de 2023. El 21 de junio de 2023, se anunció que la película se estrenaría en Paramount+ en 2024. Fue estrenada el 7 de marzo de 2024 en el canal de Nickelodeon y en la plataforma de Paramount+, en Estados Unidos.

## Spin-off series
El 16 de mayo de 2024, se anunció que se había ordenado una serie derivada, con Kosarin, Griffo y Le Clark retomando sus papeles.El 19 de diciembre de 2024, se anunció que el spin-off, titulado The Thundermans: Undercover , se estrenaría el 22 de enero de 2025.

### Premios y nominaciones
| Año  | Premio              | Nominado                     | Categoría                        | Resultado | Ref    |
| ---- | ------------------- | ---------------------------- | -------------------------------- | --------- | ------ |
| 2025 | Kids' Choise Awards | The Thundermans: Encubiertos | Programa de TV infantil favorito | Pendiente | [ 23 ] |

## Producción
The Thundermans fue el último de los muchos proyectos que Nickelodeon escogió para su nueva programación. El show es creado por Jed Spingarn, un conocido productor y escritor en shows del mismo canal como Big Time Rush o Manual de Supervivencia Escolar de Ned. El show inicio sus grabaciones para la primera temporada a finales de 2012 y principios de 2013. Al principio, Nickelodeon había ordenado 13 episodios para su primera temporada pero en redes sociales como Twitter e Instagram, The Thundermans fue Trending Topic durante su estreno, viendo esto se ordenaron 7 nuevos episodios para esa temporada, dejándola con un total de 20.
En septiembre de 2014, el programa arrancó su segunda temporada con índices de audiencia mucho más altos en comparación a la primera; se introdujeron nuevos personajes y en marzo de 2015 justo antes de los Kids' Choice Awards se estrenó su final de temporada, un especial de una hora que incluye nuevos personajes, que, según los protagonistas del programa "Cambian el ciclo de todo el show", ese final de temporada tuvo un índice de audiencia de 2.2 millones de televidentes en Estados Unidos. En marzo de 2015, el programa fue renovado para una tercera temporada, que se estrenó el 27 de junio de 2015.
La superestrella de la WWE, Chris Jericho estuvo como invitado especial en un episodio de la tercera temporada llamado "Beat the Parents" en donde él interpreta al padre de Allison, en donde ella le dice a Max que es hora de conocerlo, pero todo se vuelve un desastre cuando Phoebe pelea con Max causando así un enfrentamiento entre el padre de Allison y Max. El episodio fue estrenado oficialmente el 16 de julio de 2016.
La cuarta temporada del show comenzó el 22 de octubre de 2016. El 26 de septiembre de Kira Kosarin confirmó que esta temporada tendrá un total de 26 episodios, incluyendo los dos especiales de una hora y el especial de 90 minutos. Jack Griffo confirmó la producción de un especial de 90 minutos, y la filmación inició 28 de marzo de 2017 y terminó el 8 de abril del mismo año. El especial fue filmado en Malibu, California y fue estrenado el 24 de junio de 2017.
Viendo el éxito en la cuarta temporada de The Thundermans, y siendo posiblemente la última de la serie, Nickelodeon ordenó 6 episodios adicionales el 16 de mayo de 2017, haciendo que la serie sea la segunda de imagen real del canal al sobrepasar los 100 episodios, con un total de 103, solo detrás de iCarly, que obtuvo 109 episodios totales.
| Después de cuatro increíbles temporadas y 103 episodios, la serie The Thundermans, ha terminado la producción. Estamos increíblemente orgullosos de nuestro dedicado y talentoso reparto y el equipo, que han ayudado a hacer el espectáculo uno de los más largos de Nick pero otros estrenos seguirán a lo largo de 2018. — Nickelodeon |

Luego de que Nickelodeon ordenara 6 episodios extra en la cuarta temporada, el 28 de julio de 2017, se confirmó que The Thundermans grabó las escenas del episodio número 103, haciendo oficial que la serie terminaría luego de 4 temporadas, iniciando en 2013. Nickelodeon también confirmó que la serie seguiría emitiendo nuevos episodios durante  2018, y que tendría un final de una hora, también emitido el año que entra. Esta fue una de las tantas series que no cumplió el estándar de una serie de Nickelodeon, que normalmente son de 3 a 4 temporadas y de 65 episodios, tal como iCarly, Big Time Rush y Nicky, Ricky, Dicky & Dawn que esta última fue confirmada para una temporada 4 y tendrá un total de 82 episodios.

## Recepción
El primer episodio de The Thundermans fue pre-visto en el especial de Halloween de Nickelodeon, el 14 de octubre de 2013, luego de un episodio estreno de SpongeBob SquarePants, a las 7:30/6:30pmC., con un total de 2.4 millones de espectadores, y un índice de audiencia demográfico de 0.4 en adultos de 18-49 años. La segunda repetición, el viernes 18 de octubre, en el mismo horario de su estreno, obtuvo un total de 2.1 millones de espectadores, y un índice de audiencia demográfico de 0.4. En total de repetición de su estreno. ''The Thundermans'', alcanzó 4.4 millones de espectadores y un índice de audiencia demográfico de 0.8 en adultos de 18-49 años. En Reino Unido, el estreno fue el 7 de abril de 2014, obteniendo un total de 130,000 espectadores totales.

## Premios y nominaciones
| Año  | Ceremonia                                             | Categoría                                   | Candidato                                 | Resultado |
| ---- | ----------------------------------------------------- | ------------------------------------------- | ----------------------------------------- | --------- |
| 2014 | Nickelodeon Kids' Choice Awards                       | Favorite TV Actor                           | Jack Griffo                               | Nominado  |
| 2015 | Nickelodeon Kids' Choice Awards                       | Favorite TV Actor                           | Jack Griffo                               | Nominado  |
| 2015 | Nickelodeon Kids' Choice Awards                       | Favorite TV Actress                         | Kira Kosarin                              | Nominada  |
| 2015 | Imagen Foundation Awards                              | Best Young Actor - Televisión               | Diego Velázquez                           | Nominado  |
| 2016 | Kids' Choice Awards 2016                              | Favorite TV Show                            | The Thundermans                           | Ganadores |
| 2016 | Kids' Choice Awards 2016                              | Favorite Male TV Star - Kids Show           | Jack Griffo                               | Nominado  |
| 2016 | Kids' Choice Awards 2016                              | Favorite Female TV Star - Kids Show         | Kira Kosarin                              | Nominada  |
| 2016 | British Academy Children's Awards                     | BAFTA Kids' Vote - Televisión               | The Thundermans                           | Nominados |
| 2017 | Kids' Choice Awards 2017                              | Favorite TV Show                            | The Thundermans                           | Nominados |
| 2017 | Kids' Choice Awards 2017                              | Favorite Male TV Star - Kids Show           | Jack Griffo                               | Nominado  |
| 2017 | Kids' Choice Awards 2017                              | Favorite Female TV Star - Kids Show         | Kira Kosarin                              | Nominada  |
| 2017 | Hollywood Makeup Artist and Hair Stylist Guild Awards | Best Makeup - Children and Teen Programming | Michelle Keck, Todd Tucker, Martin Astles | Nominados |